# Alfred y Corinne Marie
Alfred y Corinne Marie, conocidos por las siglas A.C.M., son una pareja de artistas franceses, creadores de esculturas de arte marginal. Alfred realiza las obras y Corinne es el enlace con el mundo exterior.

## Datos biográficos
Alfred Marie nació el 23 de febrero de 1951 en Hargicourt . En 1968, a pesar de que no tenía las calificaciones necesarias, ingresó en la Ecole des Beaux-Arts de Tourcoing. En 1976, se estableció en la antigua fábrica textil de su padre, que había ido a la quiebra.

## Obras
Las esculturas de ACM consisten en conjuntos de pequeñas piezas de metal, componentes electrónicos y plásticos, extraídos de las máquinas de escribir, transistores, relojes,  procesados mediante la limpieza, lijado, pintado y posterior degradado por el ácido y revestidos de una pátina de óxido. Cincuenta de estas obras son propiedad del Museo Lille Metropol de Arte Moderno, Contemporáneo y Marginal , (LaM - en francés: Lille Métropole Musée d'art moderne, d'art contemporain et d'art brut).